# Minuscule 113
- Papyrus
- Onciale
- Minuscules
- Lectionnaire

Le Codex, portant le numéro de référence 113 (Gregory-Aland), ε 134 (von Soden), est un manuscrit de vélin du Nouveau Testament en écriture grecque minuscule. 

## Description
Le codex se compose de 270 folios. Les dimensions du manuscrit sont de 22,9 x 16,7 cm. Il est écrit sur une colonne de 26 lignes. C'est un manuscrit contenant des textes des Évangiles. Il a esprits et accents.
Il contient les κεφαλαια (chapitres), τιτλοι (titres), les Sections d'Ammonian, les canons de concordances, et Synaxaire.
Les paléographes datent ce manuscrit du XIe siècle.
Il est conservé à la British Library (Harley 1810), Londres,.

## Texte
Le texte du codex est de type byzantin. Kurt Aland n'a pas classe le manuscrit dans une Catégorie.
Les variantes après la parenthèse sont les variantes du manuscrit
Luc 10,1 — δυο δυο ] δυο
Luc 10,13 — Βηθσαιδα ] βηθσαιδαν
Luc 10,32 — ελθων ] omettre
Luc 10,42 — γαρ ] δε
Luc 20,1 — αρχιερεις ] ιερεις
Luc 20,5 — δια τι ] πας ο λαος
Luc 20,12 — και τουτον ] κακεινον